# Grieche sucht Griechin (Roman)
Grieche sucht Griechin. Eine Prosakomödie ist ein Werk von Friedrich Dürrenmatt und erschien 1955.

## Figuren
- Arnolph Archilochos: Der Protagonist ist ein alleinstehender Unterbuchhalter eines Unterbuchhalters, 45 Jahre alt, Abstinenzler, Nichtraucher, Vegetarier und Mitglied der Altneupresbyteraner der vorletzten Christen. Er wohnt in einer billigen Mansarde und arbeitet in der Maschinenfabrik Petit-Paysan in der Geburtszangenabteilung. Er hat eine stabile Weltordnung. Diese umfasst acht Idole:

1. Staatspräsident
2. Bischof Moser, das Haupt der oben genannten Sekte
3. Petit-Paysan, sein Arbeitgeber, Besitzer einer Fabrik, die Maschinengewehre, Tanks und Atomkanonen, aber auch Rasierapparate und Geburtszangen herstellt.
4. Passap, ein berühmter abstrakter Maler
5. Bob Forster-Monroe, Botschafter der Vereinigten Staaten
6. Maître Dutour, Strafverteidiger
7. Hercule Wagner, Rector magnificus der Universität
8. Bibi Archilochos, sein Bruder, arbeitslos, verheiratet, sieben Kinder. Er führt ein völlig gegensätzliches und sittenloses Leben, trinkt und vergnügt sich mit Mätressen. Auch seine Frau hat einen Geliebten. Ihre Kinder sind verzogen, laut, respektlos und teils kriminell. Seinen aufwändigen Lebenswandel lässt er sich von seinem Bruder Arnolph bezahlen.

Archilochos bezeichnet sich als Griechen, obwohl seine Vorfahren schon zu Zeiten Karls des Kühnen zugewandert sind und er selbst das Land seiner Ahnen noch nie besucht hat.
- Chloé Saloniki: Sie ist eine stadtbekannte Prostituierte, bildhübsch und wohlhabend.

- Madame Bieler: Auch sie war früher eine Prostituierte gewesen, ist jetzt aber Besitzerin des Lokals Chez Auguste, das sie gemeinsam mit ihrem Ehemann Auguste führt.

- Auguste Bieler: Er ist ein ehemaliger Radrennfahrer, der eine legendäre Tour de Suisse gewonnen und eine noch legendärere Tour de France fast gewonnen hat.[1]

- Fahrcks: Dies ist ein dem russischen Kommunismus zugewandter Revolutionär, der erst vor Kurzem aus dem Gefängnis entlassen wurde. Er hatte einen Staatsstreich in San Salvador und eine Revolution in Borneo angezettelt.

- Ehepaar Weeman: Die beiden Archäologen werden von Chloé als ihre Wohltäter und Zieheltern vorgestellt, jedoch gibt es keine Verbindung zwischen ihnen.

## Handlung
Die eigentliche Erzählung beginnt mit Archilochos' erstem Erscheinen im Lokal Chez Auguste, wo er künftig seine Mahlzeiten einnehmen möchte. Nachdem er einige Monate dort gegessen und seine Milch getrunken hat, schlägt ihm Madame Bieler vor, endlich zu heiraten. Nach langem Zögern willigt er ein, eine Annonce aufzugeben. Auf seinen Wunsch hin lautet diese simpel: "Grieche sucht Griechin". Bereits am übernächsten Tag bekommt er Antwort von einer gewissen Chloé Saloniki. Er verabredet sich schriftlich mit ihr in seinem Stammlokal; Kennzeichen: eine rote Rose. Die junge Frau entpuppt sich als entzückendes Wesen, reinigt seine mit Milch bekleckerte Brille und bietet ihm gleich das Du an. Wenig später versichert sie ihm, ihn heiraten und glücklich machen zu wollen. Sie gehen etwas spazieren, und Chloé erzählt von ihrem Leben. Sie behauptet, Waise zu sein und unter widrigsten Umständen gelebt zu haben, um schließlich von dem archäologischen Ehepaar Weeman als Dienstmädchen angestellt worden zu sein. Arnolph schildert ihr sein moralisches Weltgebäude. Als die beiden am Palais des Staatspräsidenten vorbeikommen, fährt dessen Karosse aus dem Tor und Seine Exzellenz winkt zu Arnolphs Erstaunen mit der Hand. Kurz darauf begegnet ihnen Petit-Paysan, der ebenfalls grüßt, obwohl er ihn doch gar nicht kennen kann. Der Botschafter Bob Forster-Monroe ruft ihm ein "Hallo" zu, auch Bischof Moser entbietet einen Gruß. Auf einmal scheint der unscheinbare Archilochos Mittelpunkt der Stadt zu sein. Passap nickt, Nr. 6 und 7 seiner Weltordnung zwinkern ihm zu. Er nimmt sich vor, zusammen mit Chloé in etwa zwanzig Jahren Griechenland zu besuchen, doch sie beteuert, dass sie sehr bald mit dem Kreuzfahrtschiff "Julia" fahren würden. Vor einem vornehmen Rokokoschlösschen, das er für das Haus der Weemans hält, verabschieden sie sich, nicht ohne sich für den nächsten Tag abends hier zu verabreden. Beim Heimweg trifft er das Ehepaar Weeman, mit dem er einige Worte wechselt. Vor seiner Haustüre verlangt sein Bruder wieder einmal Geld von ihm und erfährt die Adresse des Schlösschens und dass Arnolph eine Familie gründen will, was ihm natürlich nicht gefällt.
Am nächsten Morgen wird er zu seinem Bürochef gerufen, der seine Arbeit für die Firma lobend hervorhebt und ihn zum Oberbuchhalter weiterschickt. Dieser schreibt ihm den weltweiten Aufschwung der Geburtszangenproduktion zu und eröffnet ihm, dass Petit-Paysan persönlich ihn zu sprechen wünsche. Der Direktor der Geburtszangenabteilung und der Vizedirektor wären leider zusammengebrochen. Archilochos fährt im Lift aufwärts zum letzten Stockwerk und in das Reich des Fabrikbesitzers, das verschwenderisch mit kostbaren Möbeln, Kunstwerken und Blumen ausgestattet ist. Petit-Paysan empfängt ihn liebenswürdig und befördert ihn zum Direktor der Atomkanonen- und Geburtszangenabteilung. Er begründet dies damit, dass der Grieche aus der Reihe der Angestellten stammt und erwähnt am Rande, ihn mit einer entzückenden Frau gesehen zu haben, worauf dieser erwidert, es sei seine Braut. Arnolph wird in eine Auszeit mit einem beträchtlichen Jahres-Gehaltsscheck geschickt. Damit fährt er in einem Taxi zur Weltbank und dann zu einem Reisebüro. Doch aufgrund seines schäbigen Äußeren wird er kurz abgefertigt. Nachdem er aber die besten Herrenausstatter und den besten Frisör aufgesucht hat, bekommt er, was er will, nämlich zwei Karten für eine Luxuskabine auf der "Julia". Anschließend besucht er Bischof Moser. Zu seinem Erstaunen raucht und trinkt dieser und verspricht, ihn als Weltkirchenrat vorzuschlagen. Im Gegenzug bittet Archilochos, ihn schon am nächsten Tag zu trauen.
Es ist eisig kalt. Um die Zeit bis zum Abend und seinem Rendezvous mit Chloé zu vertreiben, kauft er Blumen und besucht eine Passap-Ausstellung. Ein Gemälde mit zwei Ellipsen und einer Parabel entsetzt ihn so, dass er unverzüglich zu des Malers Wohnung fährt, die sich ganz oben in einem heruntergekommenen Mietshaus befindet. Er wird vom Galeriebesitzer Nadelör verfolgt, der argwöhnt, Archilochos wolle ein Bild kaufen, ohne ihm Prozente zu zahlen. Er trifft den Künstler mit einem nackten Modell inmitten einer im wahrsten Sinn des Wortes malerischen Unordnung an und teilt ihm mit, dass er seine Braut auf einem Bild erkannt hätte, was Passap ihm bestätigt und als "Venus, 11. Juli" bezeichnet. Er befiehlt ihm, sich auszuziehen, da er ihn als den Kriegsgott Ares als Pendant zur Venus malen möchte. Verblüfft befolgt der Besucher die Anordnung und muss eine Boxerstellung annehmen. Passap erklärt ihm, dass er aus Chloé ein Kunstwerk gemacht hat und schenkt ihm zur Hochzeit ein wirres Drahtgestell, das sie darstellen soll. Immer noch von Nadelör verfolgt, kommt er zu spät zu seiner Verabredung, findet seine Braut jedoch nicht im Haus vor, sondern Maître Dutour. Dieser teilt ihm mit, dass das Schlösschen ihm geschenkt worden sei (Archilochos glaubt, von Weemans) und dass seine Heiratspapiere bereits vorbereitet worden seien. Als Trauzeugen schlage er den amerikanischen Botschafter und den Rektor des Universität vor, die beide schon zusagt hätten.
Als der Grieche das kleine Schloss durchwandert, folgt er einer Fährte aus bunten Papiersternen bis zu einem Schlafzimmer mit einem mächtigen Himmelbett, in dem Chloé liegt. Als er ihr jedoch seine Blumen überreicht und sie ihn zu sich zieht, platzt der Galerist mit der Drahtplastik herein, schwer erkältet mit hohem Fieber. Er steigt in ein bereitstehendes dampfendes Bad, dann in ein Bett und bittet um eine Flasche Kognak, worauf Archilochos in den Keller geht. Dort findet er seine gesamt Sippschaft inmitten leergetrunkener Flaschen vor und macht seinem Bruder schwere Vorhaltungen. Er will ihn künftig nicht mehr unterstützen. Zum schlummernden Nadelör zurückgekehrt, legt er sich müde auf ein Sofa und schläft gleichfalls ein. Am Morgen wird er von der Zofe Sophie geweckt, die ihm mitteilt, dass Chloé mit den Hochzeitsvorbereitungen beschäftigt sei. Ein betagter Butler serviert ihm ein üppiges Frühstück; zahlreiche Hochzeitsgeschenke werden geliefert. Der alte Diener erläutert ihm den Ablauf des Tages vor und nach der Hochzeit. Mit einer großen Wagenkolonne fahren Arnolph und seine Braut zur Kapelle, wo Bischof Moser die Trauung vollzieht. Zahllose Gäste, hauptsächlich Männer, füllen das Gotteshaus. Doch auf dem Höhepunkt seines Glücks begreift der Grieche plötzlich, dass er eine Prostituierte geheiratet hat. Entsetzt stößt er seine Frau von sich, rennt aus der Kapelle und irrt stundenlang durch die Stadt, bis er gegen Mitternacht seine Mansarde erreicht. Dort reißt er die Bilder seiner Idole bis auf Bibis Familienfoto von der Wand, besorgt sich ein Wäscheseil und ist im Begriff, sich aufzuhängen, als Fahrcks eintritt. Als Hochzeitsgeschenk übergibt er ihm eine Handgranate, um den Staatspräsidenten umzubringen und sich damit an der Welt zu rächen, die ihm so übel mitgespielt hat. Der Grieche zeigt sich einverstanden und wird über den Mordplan genauestens informiert.
Er dringt in das Palais ein, findet den Staatspräsidenten jedoch nicht wie erwartet in seinem Bett vor, sondern wird von diesem freundlich empfangen und zu einem nächtlichen Imbiss mit Hähnchen und Champagner eingeladen. Um Zeit zu gewinnen und sich zu überlegen, was er nun anstellen solle, setzt er sich mit seinem möglichen Mordopfer zum Essen nieder und genießt sogar Hähnchenfleisch und Alkohol sowie eine Zigarre. Der Staatspräsident klärt ihn höflich und väterlich über verschiedene Sachverhalte auf, die Archilochos nicht recht begriffen hatte und bringt ihn dazu, darüber anders zu denken, denn die Liebe allein hätte all diese Wunder vollbracht. So geht der Grieche getröstet und sich nach seiner Frau sehnend zu dem Rokokoschlösschen. Dort allerdings haben sein Bruder mit seiner Familie und andere zwielichtige Gestalten vom Haus Besitz ergriffen, eine wüste Orgie findet statt. Arnolphs Gefühle verwandeln sich in Zorn und wie Ares, der griechische Kriegsgott, wütet er durch sämtliche Räume, schlägt und boxt fluchend um sich, bis er die ganze bezechte Meute vertrieben hat. Die Handgranate wirft er der Bande noch nach. Mit verschwollenen Augen, blutverkrustet und zerfetztem Hochzeitsfrack steht er schließlich vor seinem demolierten Schlösschen, ohne Chloé, ohne Hoffnung.
Ende I

## Die zwei Versionen des letzten Kapitels
Von Kapitel 24 existieren zwei Versionen: Die erste Version endet mit der eigentlichen Erzählung, die zweite ist nach dem "Ende I" als "Ende für Leihbibliotheken" gekennzeichnet. Sie beschreibt die Versöhnung des Paares und somit ein Happy End.
Archilochos beginnt überall nach Chloé zu suchen. Da er sie nicht findet, fährt er mit der "Julia" nach Griechenland und bittet das sich ebenfalls an Bord befindliche Ehepaar Weeman, bei ihren Ausgrabungen mithelfen zu dürfen. Wochenlang schaufelt und gräbt er nach Altertümern, bis er eines Morgens einen Haufen Sand wegscharrt und seine Frau freilegt. Sie erzählt ihm, bei Georgette Bieler gewesen zu sein und erklärt ihm, ihren Beruf als Prostituierte satt gehabt zu haben. Sie hatte sich auf seine Annonce gemeldet, um ihr Leben zu ändern, einen Mann zu heiraten und ihn glücklich zu machen. Sie war entschlossen, genau diesen Griechen zu lieben und wünschte so geliebt zu werden, wie sie war. Doch wagte sie nicht, seinen Traum zu zerstören, sodass mit der Entdeckung der Wahrheit alles für ihn zusammenbrach. Inzwischen ist Fahrcks an die Macht gekommen, der jedoch nach einiger Zeit ähnlich wie der Staatspräsident vor ihm regiert und die bürgerliche Ordnung wieder herstellt. Das wieder vereinte Paar kehrt schließlich zurück und eröffnet im Schlösschen eine Pension, wo sich nach und nach Passap, Maître Dutour, Hercule Wagner, der gestürzte Staatspräsident und Petit-Paysan einmieten, eine bankrotte Gesellschaft. Auch Bruder Bibi und die Seinen haben sich zu rechtschaffenen Bürgern geläutert. Archilochos bemerkt schmerzlich die Veränderungen; er hat die Welt bekehrt und sie ihn. Als sich Chloé erinnert, damals in Griechenland im Sand auf etwas Hartem gelegen zu haben, wie zwei große Halbkugeln, beschließen sie, an diesen Ort zurückzukehren, um nach der Liebesgöttin zu suchen und verlassen heimlich das Haus.

## Ausgaben
- Friedrich Dürrenmatt: Grieche sucht Griechin. Eine Prosakomödie. 13. Auflage, Diogenes TB 22514, Zürich 1992 (Erstausgabe 1955), ISBN  978-3-257-22514-3.
  - als Hörbuch: Grieche sucht Griechin. 3 CDs Audiobook, gesprochen von Wolfgang Höper, Steinbach, Schwäbisch Hall 2006, ISBN 978-3-88698-808-2 (= Steinbach sprechende Bücher).

## Verfilmung
Rolf Thiele verfilmte das Werk 1966 nach einem Drehbuch von Franz Seitz; Heinz Rühmann und Irina Demick spielten die Hauptrollen.